# 40ª Brigata di difesa costiera
La 40ª Brigata autonoma di difesa costiera (in ucraino 40-ва окрема бригада берегової оборони?, 40-va okrema bryhada berehovoї oborony, unità militare A4935) è un'unità di fanteria del Corpo della fanteria di marina ucraina con base a Mala Ljubaša nell'oblast' di Rivne.

## Storia
La brigata è stata costituita il 10 ottobre 2023 come 150ª Brigata meccanizzata autonoma (in ucraino 150-та окрема механізована бригада?, 150-ta okrema mechanizovana bryhada) delle Forze terrestri ucraine in previsione di una possibile controffensiva nel 2024, ed è stata formata da soldati coscritti nel corso dell'anno e ufficiali provenienti da altre unità più esperte. Il 9 gennaio 2024 ne è stata ufficialmente annunciata la creazione e rivelato lo stemma. Il personale è stato sottoposto ad addestramento secondo gli standard NATO.
Alla fine di luglio 2024 elementi della brigata sono stati impiegati al fronte per la prima volta, venendo schierati nel settore di Torec'k per rinforzare le difese della città, presa d'assalto dalle forze russe. Durante la prima settimana di settembre la brigata ha respinto numerosi attacchi in direzione di Šumy e Zalizne. Dopo aver sostenuto duri combattimenti urbani a Torec'k per diversi mesi, a novembre è stata ritirata dal fronte e trasferita nell'area di Cherson.
A dicembre 2024 la brigata è stata riassegnata alle dipendenze del Corpo della fanteria di marina ucraina, venendo riorganizzata come 40ª Brigata di difesa costiera. A partire dall'inizio di gennaio 2025 ha colpito numerose posizioni russe lungo la sponda meridionale del fiume Dnepr, respingendo inoltre i tentativi di assalto anfibio e distruggendo diverse imbarcazioni.

## Struttura
150ª Brigata meccanizzata (2024)
- Comando di brigata[14]
- 1º Battaglione meccanizzato
- 2º Battaglione meccanizzato
- 3º Battaglione meccanizzato
- Battaglione fanteria motorizzata
- Battaglione corazzato (T-64BV)
- Gruppo d'artiglieria
  - Batteria acquisizione obiettivi
  - Battaglione artiglieria semovente (2S1 Gvozdika)
  - Battaglione artiglieria lanciarazzi (BM-21 Grad)
- Battaglione artiglieria missilistica contraerei
- Battaglione genio
- Battaglione manutenzione
- Battaglione logistico
- Compagnia ricognizione
- Compagnia comunicazioni
- Compagnia radar
- Compagnia difesa NBC
- Compagnia medica

40ª Brigata di difesa costiera (2025)
- Comando di brigata[15]
- 1º Battaglione di difesa costiera
- 2º Battaglione di difesa costiera
- 3º Battaglione di difesa costiera
- 4º Battaglione di difesa costiera
- Battaglione corazzato (T-64BV)
- Battaglione sistemi senza pilota "Orion"
- Gruppo d'artiglieria
  - Batteria acquisizione obiettivi
  - Battaglione artiglieria semovente (2S1 Gvozdika)
  - Battaglione artiglieria lanciarazzi (BM-21 Grad)
- Battaglione artiglieria missilistica contraerei
- Battaglione genio
- Battaglione manutenzione
- Battaglione logistico
- Compagnia ricognizione
- Compagnia comunicazioni
- Compagnia radar
- Compagnia difesa NBC
- Compagnia medica

## Comandanti
- Tenente colonnello Vladyslav Halkin (dicembre 2024 - in carica)[16]